# Trevor Philips

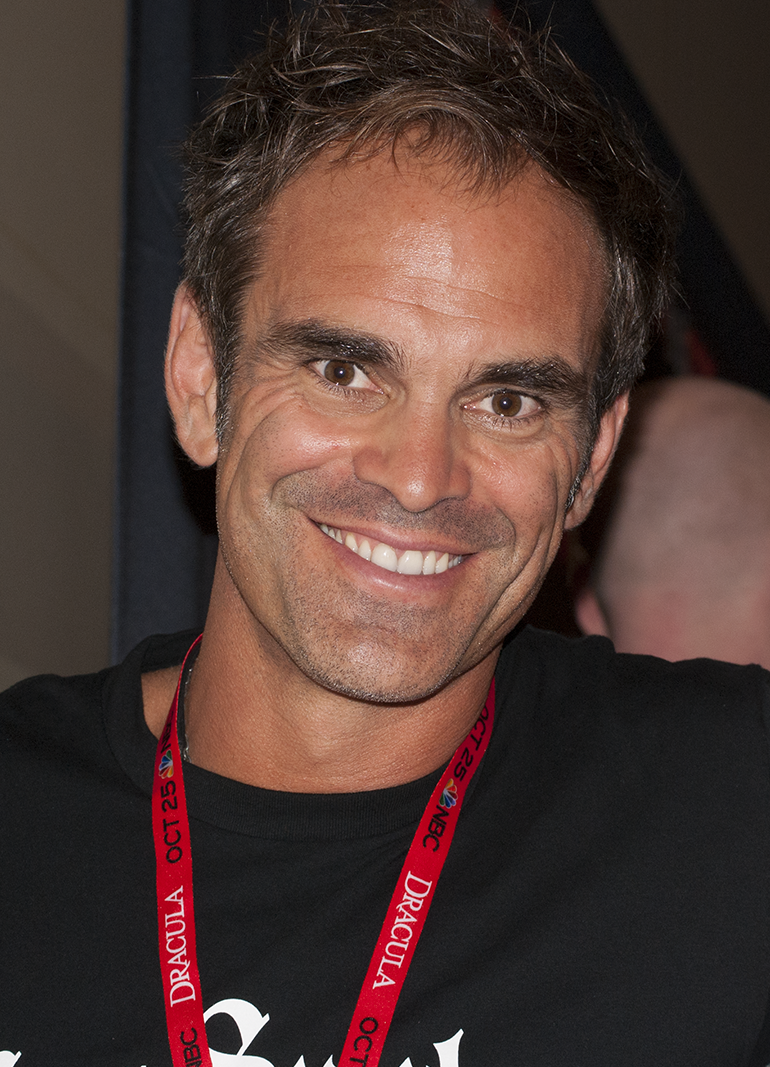
Obrázek na kterém je Steven Ogg (Trevor Philips)

Trevor Philips je fiktivní postava z počítačové hry Grand Theft Auto V. Jeho hlas namluvil dabér Steven Ogg a postava byla záměrně vytvořena i s podobným vzhledem. Spoluautor hry (Dan Houser) postavu popsal jako člověka poháněného pouze touhou a záchvaty zuřivosti.  
Trevor je považován za jednu z nejkontroverznějších postav v historii videoher. Kritiky byl přijat většinou pozitivně, jen některým připadalo, že jeho násilné chování negativně ovlivnilo příběh hry. Mnoho kritiků ho označuje za oblíbenou a uvěřitelnou postavu a poukazují na to, že je jednou z mála postav v sérii Grand Theft Auto, která by ochotně prováděla oblíbené činnosti hráčů, jako například násilí a zabíjení. 

## Charakter
Trevor je ve hře zobrazen jako sociopat. Je neúprosný a zabíjí bez lítosti. Navzdory tomu je ve všem čestný a zřídka kdy je u něj znát pokrytecké chování, na které často poukazuje u jiných. Zdá se být velice nejistý z toho, že vyrostl v Kanadě a útočí na lidi, kteří se vysmívají jeho přízvuku. Přes jeho sociopatické činy je Trevor velmi emocionální; zdá se, že mu záleží na lidech, kteří jsou mu velmi blízcí. Těmi jsou například jeho matka, Ashley Butler, Patricia Madrazo, Maude, Michael De Santa a jeho děti Tracey a Jimmy, Lamar Davis, Ron, Lester, Wade a Franklin Clinton. Ostatní postavy považují Trevora za nebezpečně nestabilního.